# Budna
 (mars 2025).
Si vous disposez d'ouvrages ou d'articles de référence ou si vous connaissez des sites web de qualité traitant du thème abordé ici, merci de compléter l'article en donnant les références utiles à sa vérifiabilité et en les liant à la section « Notes et références ».
Budna, est un hameau anglais situé dans le Central Bedfordshire. Il est situé au nord du village de Northill, près des hameaux de Thorncote Green et Hatch, à la frontière entre le Central Bedfordshire et le district de Bedford. 